# Canton de Pluvigner
Le canton de Pluvigner est une circonscription électorale française située dans le département du Morbihan et la région Bretagne.
À la suite du redécoupage cantonal de 2014, les limites territoriales du canton sont remaniées. Le nombre de communes du canton passe de 5 à 11.

## Histoire
- De 1833 à 1848, les cantons de Belz et de Pluvigner avaient le même conseiller général. Le nombre de conseillers généraux était limité à 30 par département[5].

- Un nouveau découpage territorial de la Morbihan entre en vigueur à l'occasion des élections départementales de 2015. Il est défini par le décret du 21 février 2014[4], en application des lois du 17 mai 2013 (loi organique 2013-402 et loi 2013-403)[6]. Les conseillers départementaux sont, à compter de ces élections, élus au scrutin majoritaire binominal mixte. Les électeurs de chaque canton élisent au Conseil départemental, nouvelle appellation du Conseil général, deux membres de sexe différent, qui se présentent en binôme de candidats. Les conseillers départementaux sont élus pour 6 ans au scrutin binominal majoritaire à deux tours, l'accès au second tour nécessitant 12,5 % des inscrits au 1er tour. En outre la totalité des conseillers départementaux est renouvelée. Ce nouveau mode de scrutin nécessite un redécoupage des cantons dont le nombre est divisé par deux avec arrondi à l'unité impaire supérieure si ce nombre n'est pas entier impair, assorti de conditions de seuils minimaux[7]. Dans le Morbihan, le nombre de cantons passe ainsi de 42 à 21.

- Le nouveau canton de Pluvigner est formé de communes issues des anciens cantons de Pluvigner, et de Port-Louis (5 communes sur 9), ainsi que la commune de Brandérion (ancien canton d'Hennebont. Toutes ces communes relèvent de l'arrondissement de Lorient. Le bureau centralisateur est situé à Pluvigner.

## Représentation

### Conseillers d'arrondissement (de 1833 à 1940)
| Période                                  | Période                   | Identité                         | Étiquette               | Qualité |
| ---------------------------------------- | ------------------------- | -------------------------------- | ----------------------- | --- |
| 1833                                     | 1842                      | Auguste Caris                    |                         | Notaire, maire de Pluvigner                                                                                 |
| 1842                                     | 1848                      |                                  |                         | |
|                                          |                           |                                  |                         | |
| 1871                                     | 1877                      | M. Le Honezez                    |                         | |
| 1877                                     | 1893 (démission d'office) | Frédéric Le Clouerec             |                         | Notaire, propriétaire à Loguiviec à Pluvigner                                                               |
|                                          |                           |                                  |                         | |
| 1895                                     | 1898                      | Jules de Keroüallan              | Conservateur            | Propriétaire - Adjoint au Maire de Pluvigner                                                                |
| 1898                                     | 1904                      | Joseph-Marie Le Boulch           | Républicain ministériel | Cultivateur, maire de Brech                                                                                 |
| 1904                                     | 1905                      | Jules de Keroüallan              | Conservateur            | Propriétaire - Adjoint au Maire de Pluvigner                                                                |
| 1905                                     | 1919                      | François Le Boulaire (1858-1926) | Libéral                 | Régisseur à Pluvigner, Président du Conseil d'arrondissement                                                |
| 1919                                     | 1927 (décès)              | Louis Evano                      | RG                      | Commerçant à Pluvigner                                                                                      |
| 1927                                     | 1934                      | François Robic                   | Radical                 | Maire de Brech                                                                                              |
| 1934                                     | 1940                      | Joseph Gauter                    | Union nationale URD     | Cultivateur, adjoint au maire de Brech                                                                      |
| 1940                                     |                           |                                  |                         | Les conseils d'arrondissement ont été suspendus par la loi du 12 octobre 1940 et n'ont jamais été réactivés |
| Les données manquantes sont à compléter. |                           |                                  |                         | |

### Conseillers généraux (de 1833 à 2015)
| Période     | Période          | Identité                                                                         | Étiquette          | Qualité |
| ----------- | ---------------- | -------------------------------------------------------------------------------- | ------------------ | --- |
| 1833        | 1842             | Alexandre Marie Soymié (1781-1869)                                               |                    | Négociant à Vannes Maire d'Erdeven (1830-1837) Nommé percepteur à Ambon en 1837 |
| 1842        | 1848             | Comte Arthur de Perrien de Crenan (1792-1852)                                    | Droite légitimiste | Officier de chevau-légers Propriétaire du château de Lannouan à Landévant Député (1848-1849) |
| 1848        | 1852             | Jean René Harscouet Comte de Saint-George                                        | Droite             | Propriétaire à Pluvigner Représentant du peuple (1827-1830, 1848-1849) |
| 1852        | 1861             | Comte Paul de Perrien de Crenan (1827-1889) (fils d'Arthur de Perrien de Crenan) | Droite monarchiste | Propriétaire Maire de Landévant Député (1876-1881) |
| 1861        | 1870             | Jules Besqueut (1802-1879)                                                       |                    | Maître de forges à Vannes Maire de Trédion |
| 1870        | 1889 (décès)     | Comte Paul de Perrien de Crenan                                                  | Droite             | Propriétaire Député (1876-1881), Maire de Landévant |
| 1890        | 1905 (démission) | Comte René Harscouët de Saint-George                                             | Droite             | Maire de Pluvigner |
| 1905        | 1925             | Jules de Keroüallan (1860-1935)                                                  | Conservateur       | Propriétaire - Adjoint au Maire de Pluvigner, conseiller d'arrondissement |
| 1925        | 1940             | Pierre Pascal                                                                    | Rad.               | Médecin à Pluvigner |
| 1940        | 1945             | vacant                                                                           |                    | |
|             |                  |                                                                                  |                    | |
| 1943        | 1945             | Armand Lorcy (1887-1972)                                                         |                    | Industriel (conserverie) Maire de Camors Nommé conseiller départemental en 1943 |
|             |                  |                                                                                  |                    | |
| 1945        | 1949             | Pierre Pascal                                                                    | Rad.               | Médecin à Pluvigner |
| 1949        | 1961             | Guigner Le Strat                                                                 | RPF puis DVD       | Forestier, maire de Pluvigner (1947-1966) |
| 1961        | 1971 (décès)     | Louis Le Hénanf (1889-1971)                                                      | RI                 | Notaire à Pluvigner |
| 18 mai 1971 | 1979             | Eugène Le Couviour                                                               | RI puis DVD        | Chef d'entreprise Maire de Pluvigner (1966-1995) |
| 1979        | 2011             | Joseph Kergueris                                                                 | UDF >AC            | Maître de conférences Sénateur du Morbihan (2001-2011) Président du Conseil général du Morbihan (2004-2011) Maire de Landévant (1971-2004) Conseiller régional (1984-2001) Ancien Président de la Communauté de Communes du pays d'Auray (2002-2008) |
| 2011        | 2015             | Bernadette Desjardins                                                            | PS                 | Professeure d'EPS retraitée Maire de Camors (2001-2014) |

### Conseillers départementaux (depuis 2015)
| Période élective | Période élective | Mandat | Mandat   | Identité                | Nuance | Nuance | Qualité |
| ---------------- | ---------------- | ------ | -------- | ----------------------- | ------ | ------ | --- |
| 2015             | 2021             | 2015   | 2021     | Marie-Christine Le Quer |        | DVD    | Exploitante agricole Adjointe au maire de Plouhinec 3e vice-présidente de la commission permanente du conseil départemental                            |
| 2015             | 2021             | 2015   | 2021     | Fabrice Robelet         |        | DVD    | Infirmier à domicile Maire de Brech (depuis 2014) |
| 2021             | 2028             | 2021   | en cours | Marie-Christine Le Quer |        | DVC    | Conseillère sortante 7ème Vice-Présidente du conseil départemental, déléguée à l’agriculture, à la pêche, à l’environnement et à la politique de l’eau |
| 2021             | 2028             | 2021   | en cours | Fabrice Robelet         |        | DVC    | Conseiller sortant 8ème Vice-Président du conseil départemental, délégué aux personnes âgées                                                           |

### Résultats détaillés

#### Élections de mars 2015
À l'issue du 1er tour des élections départementales de 2015, deux binômes sont en ballottage : Marie-Christine Le Quer et Fabrice Robelet (Union de la Droite, 39,57 %) et Bernadette Desjardins et Dominique Le Vouedec (PS, 29,59 %). Le taux de participation est de 52,99 % (14 655 votants sur 27 655 inscrits) contre 52,56 % au niveau départemental et 50,17 % au niveau national.
Au second tour, Marie-Christine Le Quer et Fabrice Robelet (Union de la Droite) sont élus avec 58,15 % des suffrages exprimés et un taux de participation de 49,95 % (7 301 voix pour 13 815 votants et 27 655 inscrits).

#### Élections de juin 2021
Le premier tour des élections départementales de 2021 est marqué par un très faible taux de participation (33,26 % au niveau national). Dans le canton de Pluvigner, ce taux de participation est de 34,06 % (10 286 votants sur 30 202 inscrits) contre 34,81 % au niveau départemental. À l'issue de ce premier tour, deux binômes sont en ballottage : Marie-Christine Le Quer et Fabrice Robelet (DVC, 45,43 %) et Sophie Chauvin et Samuel Le Henanff (Union à gauche avec des écologistes, 33,58 %).
Le second tour des élections est marqué une nouvelle fois par une abstention massive équivalente au premier tour. Les taux de participation sont de 34,36 % au niveau national, 36 % dans le département et 35,5 % dans le canton de Pluvigner. Marie-Christine Le Quer et Fabrice Robelet (DVC) sont élus avec 60,42 % des suffrages exprimés (5 979 voix pour 10 721 votants et 30 202 inscrits),,. 

## Composition

### Composition avant 2015

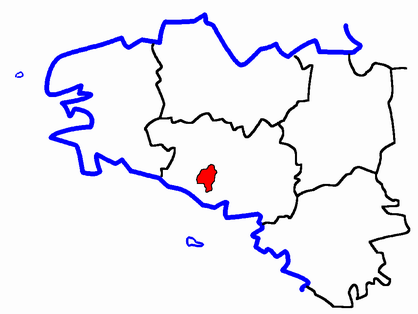
Situation du canton de Pluvigner dans le département du Morbihan avant 2015.

Jusqu'en 2015, le canton de Pluvigner était constitué de 5 communes.
| Nom                   | Code Insee | Codepostal | Superficie (km2) | Population (dernière pop. légale) | Densité (hab./km2) |
| --------------------- | ---------- | ---------- | ---------------- | --------------------------------- | ------------------ |
| Pluvigner (chef-lieu) | 56177      | 56330      | 82,83            | 7 212 (2012)                      | 87                 |
| Brech                 | 56023      | 56400      | 40,86            | 6 616 (2012)                      | 162                |
| Camors                | 56031      | 56330      | 37,09            | 2 910 (2012)                      | 78                 |
| Landaul               | 56096      | 56690      | 17,35            | 2 166 (2012)                      | 125                |
| Landévant             | 56097      | 56690      | 22,34            | 3 407 (2012)                      | 153                |

### Composition depuis 2015
Le canton de Pluvigner comprend désormais onze communes entières.
| Nom                               | Code Insee | Intercommunalité                   | Superficie (km2) | Population (dernière pop. légale) | Densité (hab./km2) | Modifier                                    |
| --------------------------------- | ---------- | ---------------------------------- | ---------------- | --------------------------------- | ------------------ | ------------------------------------------- |
| Pluvigner (bureau centralisateur) | 56177      | CC Auray Quiberon Terre Atlantique | 82,83            | 7 644 (2022)                      | 92                 | modifier les données · modifier les données |
| Brandérion                        | 56021      | CA Lorient Agglomération           | 6,03             | 1 480 (2022)                      | 245                | modifier les données · modifier les données |
| Brech                             | 56023      | CC Auray Quiberon Terre Atlantique | 40,86            | 7 057 (2022)                      | 173                | modifier les données · modifier les données |
| Camors                            | 56031      | CC Auray Quiberon Terre Atlantique | 37,09            | 3 180 (2022)                      | 86                 | modifier les données · modifier les données |
| Gâvres                            | 56062      | CA Lorient Agglomération           | 1,88             | 685 (2022)                        | 364                | modifier les données · modifier les données |
| Landaul                           | 56096      | CC Auray Quiberon Terre Atlantique | 17,35            | 2 487 (2022)                      | 143                | modifier les données · modifier les données |
| Landévant                         | 56097      | CC Auray Quiberon Terre Atlantique | 22,34            | 4 049 (2022)                      | 181                | modifier les données · modifier les données |
| Merlevenez                        | 56130      | CC Blavet Bellevue Océan           | 17,67            | 3 191 (2022)                      | 181                | modifier les données · modifier les données |
| Nostang                           | 56148      | CC Blavet Bellevue Océan           | 15,71            | 1 650 (2022)                      | 105                | modifier les données · modifier les données |
| Plouhinec                         | 56169      | CC Blavet Bellevue Océan           | 35,58            | 5 343 (2022)                      | 150                | modifier les données · modifier les données |
| Sainte-Hélène                     | 56220      | CC Blavet Bellevue Océan           | 8,08             | 1 298 (2022)                      | 161                | modifier les données · modifier les données |
| Canton de Pluvigner               | 5614       |                                    | 285,42           | 38 064 (2022)                     | 133                | modifier les données                        |

## Démographie

### Démographie avant 2015
| 1962   | 1968   | 1975   | 1982   | 1990   | 1999   | 2006   | 2011   | 2012   |
| ------ | ------ | ------ | ------ | ------ | ------ | ------ | ------ | ------ |
| 12 661 | 12 442 | 12 483 | 13 541 | 14 647 | 15 747 | 19 374 | 21 913 | 22 311 |

### Démographie depuis 2015
En 2022, le canton comptait 38 064 habitants, en évolution de +4,3 % par rapport à 2016 (Morbihan : +3,82 %, France hors Mayotte : +2,11 %).
| 2013   | 2018   | 2022   |
| ------ | ------ | ------ |
| 35 962 | 37 091 | 38 064 |